# Юзерш
Юзе́рш (фр. Uzerche, окс. Usercha) — коммуна во Франции, находится в регионе Новая Аквитания. Департамент — Коррез. Административный центр кантона Юзерш. Округ коммуны — Тюль.
Код INSEE коммуны — 19276.
Коммуна расположена приблизительно в 390 км к югу от Парижа, в 55 км юго-восточнее Лиможа, в 24 км к северо-западу от Тюля.

## Население
Население коммуны на 2008 год составляло 3187 человек.
| 1962 | 1968 | 1975 | 1982 | 1990 | 1999 | 2008 |
| ---- | ---- | ---- | ---- | ---- | ---- | ---- |
| 3316 | 3314 | 3091 | 3097 | 2813 | 3058 | 3187 |

## Климат
| Показатель                                              | Янв. | Фев. | Март | Апр. | Май  | Июнь | Июль | Авг. | Сен. | Окт. | Нояб. | Дек. | Год   |
| ------------------------------------------------------- | ---- | ---- | ---- | ---- | ---- | ---- | ---- | ---- | ---- | ---- | ----- | ---- | ----- |
| Средний суточный максимум, °C                           | 7,0  | 8,3  | 11,1 | 13,7 | 17,7 | 21,2 | 23,7 | 23,5 | 20,3 | 16,2 | 10,4  | 7,5  | 15,1  |
| Средняя температура, °C                                 | 4,2  | 5    | 7,2  | 9,5  | 13,3 | 16,5 | 18,7 | 18,6 | 15,7 | 12,3 | 7,2   | 4,7  | 11,1  |
| Средний суточный минимум, °C                            | 1,4  | 1,8  | 3,4  | 5,3  | 8,9  | 11,9 | 13,8 | 13,8 | 11,2 | 8,4  | 4,0   | 1,9  | 7,2   |
| Норма осадков, мм                                       | 89,9 | 77,3 | 80,8 | 84   | 89,2 | 70,1 | 62,8 | 78,1 | 80   | 89,3 | 93,9  | 97,1 | 992,5 |
| Источник: Climatologie de 1959 à 2008 - Uzerche, France |      |      |      |      |      |      |      |      |      |      |       |      |       |

## Экономика
В 2007 году среди 2055 человек в трудоспособном возрасте (15-64 лет) 1086 были экономически активными, 969 — неактивными (показатель активности — 52,8 %, в 1999 году было 52,0 %). Из 1086 активных работали 1006 человек (526 мужчин и 480 женщин), безработных было 80 (37 мужчин и 43 женщины). Среди 969 неактивных 114 человек были учениками или студентами, 140 — пенсионерами, 715 были неактивными по другим причинам.

## Фотогалерея

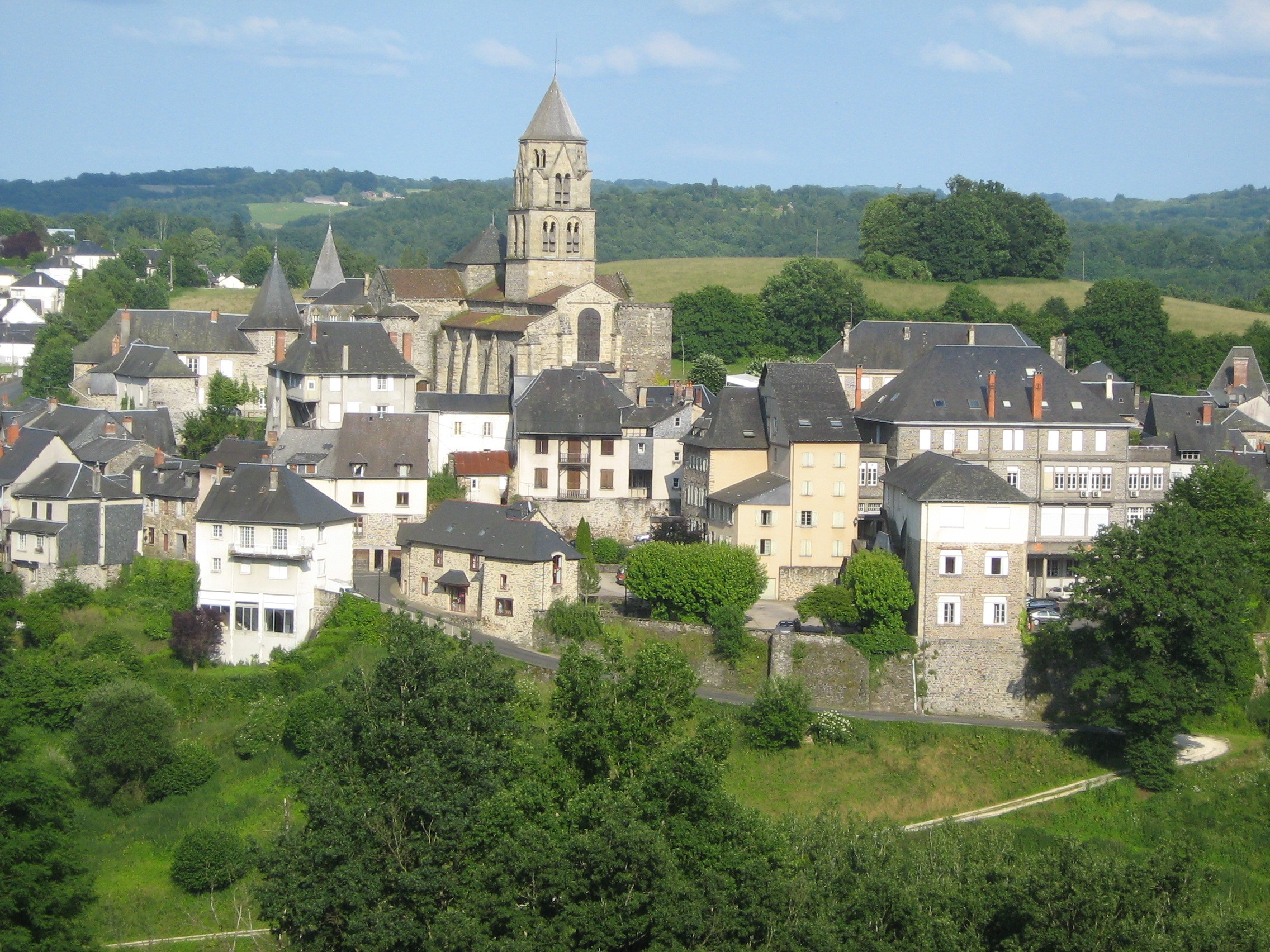
Юзерш
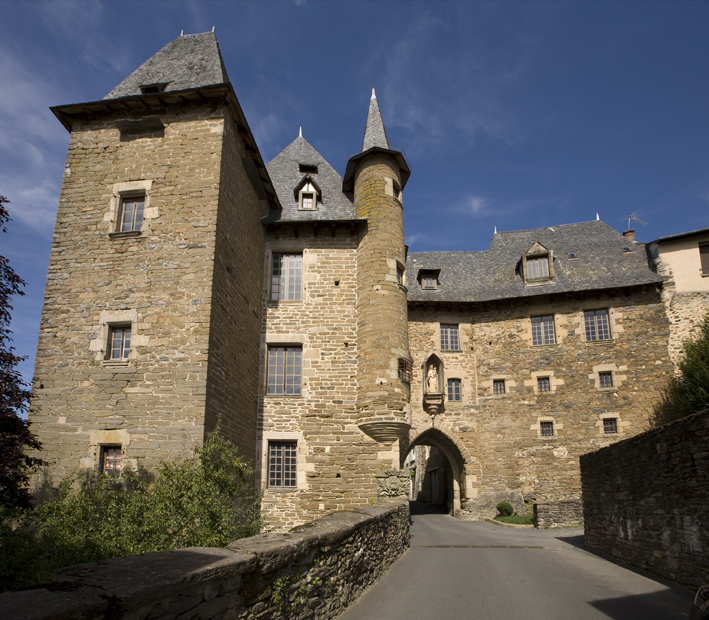
Замок Бешари
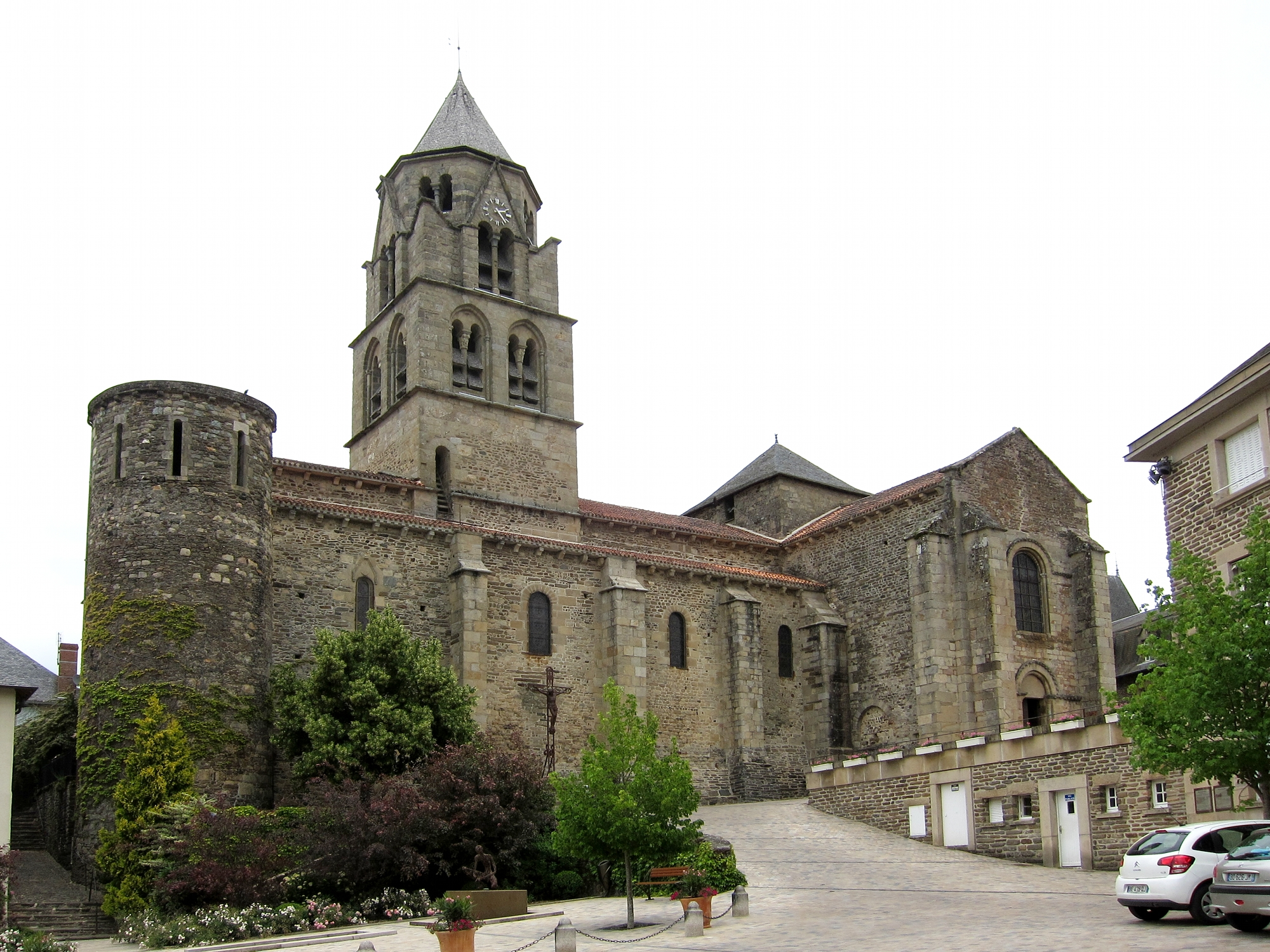
Аббатство Сен-Пьер
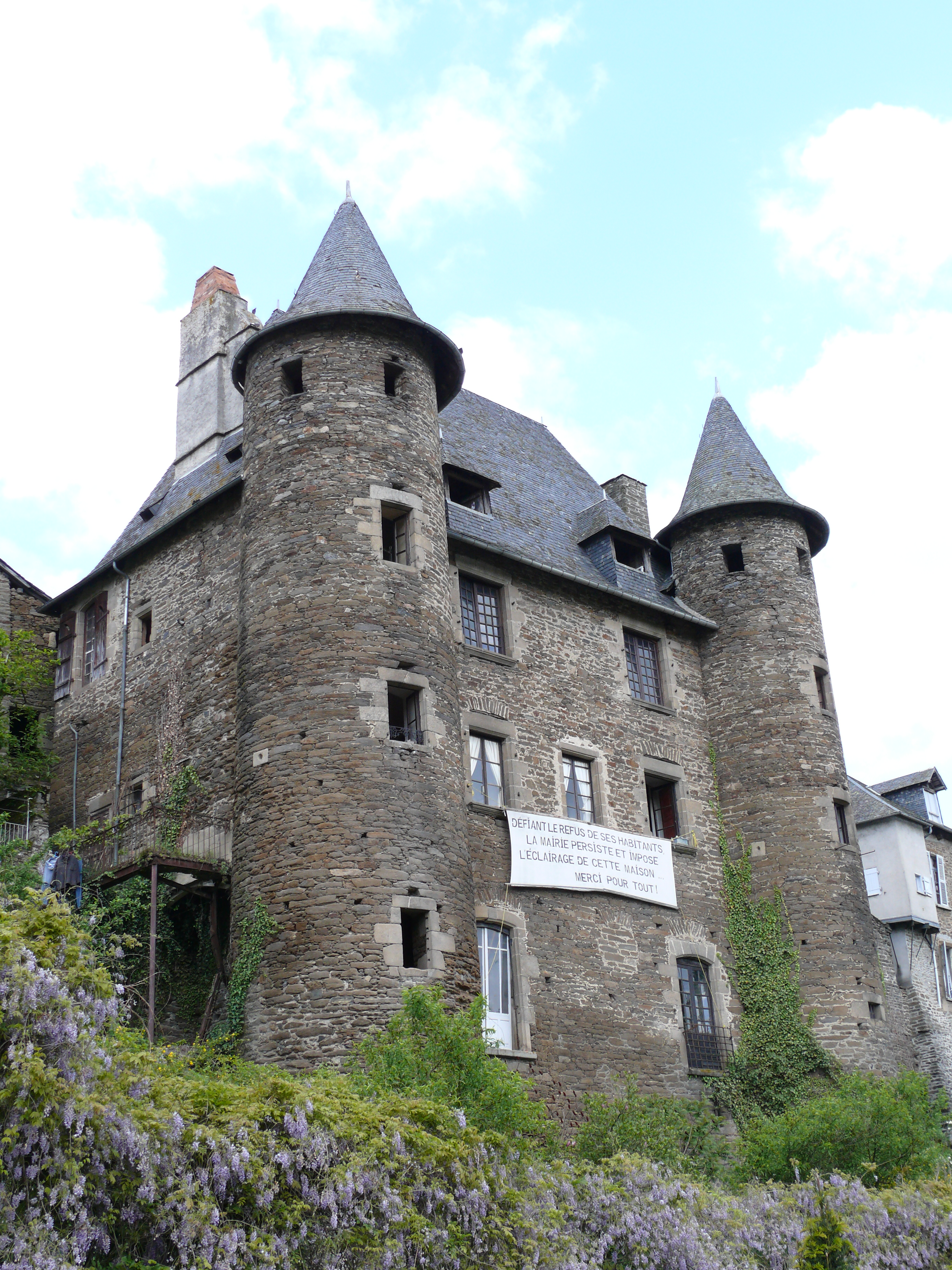
Замок Понтье